# Hellhound

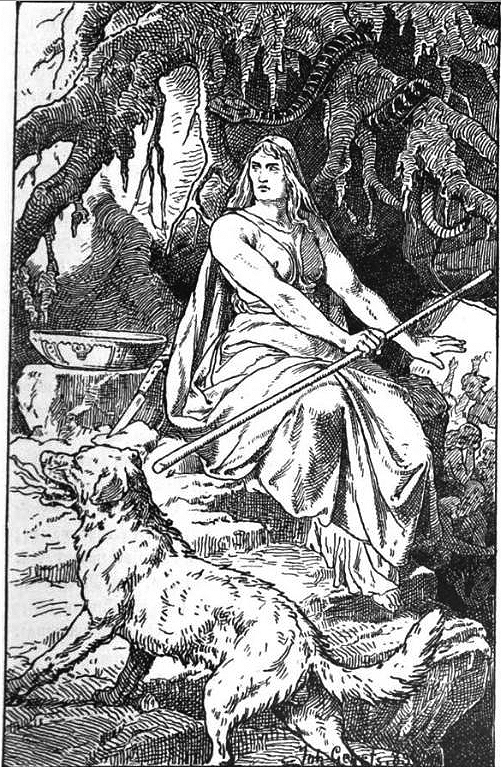
A deusa Hela e o cão sobrenatural Garmr guardião do seu reino, por Johannes Gehrts, 1889

Um hellhound (hell+hound), cão do inferno ou cão negro, é um cão sobrenatural do folclore. Uma grande variedade de cães infernais sobrenaturais ocorrem em mitologias de todo o mundo, sendo notável, porém, na Inglaterra.

## Nomes
Os hellhounds ganharam muitos nomes regionais diferentes. Alguns dos nomes mais populares incluem Black Shuck, Barghest (e suas variações), Moddey Dhoo, Yeth Hound, Black Dog, Gytrash, entre outros.

## Características
Características que têm sido atribuídas ao hellhound incluem um grande cão com uma pelagem preta emaranhada, olhos vermelhos (ás vezes flamejantes), super força e velocidade, características fantasmagóricas e um odor fétido.  
Eles são muitas vezes atribuído como guardiões da entrada para o mundo dos mortos, como cemitérios, ou realizar outras funções relacionadas com a vida após a morte ou o sobrenatural, tais como a caça de almas perdidas ou almas que guardam um tesouro sobrenatural.  
Em outras lendas, o hellhound é visto como um mensageiro ou cobrador do inferno, que vem buscar as almas vendidas.  
Certas lendas Europeias afirmam que, se alguém olha nos olhos de um hellhound três vezes, ou mais, essa pessoa certamente irá morrer. Em culturas que associam a vida após a morte com o fogo, os hellhounds podem habilidades com fogo, ou aparência relacionada a fogo.   
Nas lendas Europeias, ver um hellhound ou ouvir o seu uivo pode ser um presságio, ou mesmo causa de morte. Eles são considerados protetores do sobrenatural, guardando o segredo das criaturas sobrenaturais.
Alguns cães sobrenaturais, tal como os Cŵn Annwn Galeses, foram considerados como benignos, mas encontra-los ainda era considerado um sinal de morte iminente.
Um caso notório de suposta aparição de um hellhound data do ano 1577 na cidade de Bungay, onde durante uma terrível tempestade um enorme cão negro com olhos flamejantes invadiu uma igreja lotada, matando algumas pessoas.

## Exemplos do folclore
O mais famoso hellhound provavelmente é Cérbero da mitologia grega. Cérbero é também famoso por aparecer na mitologia e folclore do Norte da europa como uma parte do tema "Caça Selvagem". A estes cães são dados vários nomes diferentes dependendo do folclore local, mas apresentam características comuns de hellhound. O mito é comum em toda a Grã-Bretanha, e muitos nomes são dados para as aparições: Moddey Dhoo da Ilha de Man, Gwyllgi do país de Gales. Outros cães negros fantasmagóricos existem em outras lendas. A primeira menção a esses mitos estão em ambas obras De Nugis Curialium de Walter Map (1190) e o Ciclo do mito Galês dos Quatro Ramos do Mabinogi (por volta do décimo ao décimo terceiro século).
No folclore do sul do México e América Central o cadejo é um grande cão preto que assombra os transeuntes que andam sozinhos de noite em estradas rurais. O termo também é comum na música blues americana, tais como a canção  "Hellhound on My Trail" de 1937 de Robert Johnson.
Na mitologia grega, o cão infernal Cérbero pertencia a Hades, o deus grego do submundo. Cérbero foi dito ser um enorme cão preto de três cabeças que guardava a entrada para o submundo. 

## Ficção
Os Hellhounds são uma criatura monstruosa comum na ficção de fantasia e na ficção de terror, embora algumas vezes apareçam em outros gêneros, como romances policiais ou outros usos. 
Na serie Supernatural os hellhounds são encarregados de recolher a alma daqueles que fizeram um pacto com um demônio da encruzilhada. 
Na serie Teen Wolf  os hellhounds são benignos e percussores da morte, eles ajudam a deixar o mundo sobrenatural escondido dos olhos humanos. Tem habilidades com o fogo.
Em "O Cão Dos Baskervilles " De Sir Arthur Conan Doyle também aparece essa criatura mítica como o principal antagonista. 